# جون غوردون إليوت
جون غوردون إليوت (بالإنجليزية: John Gordon Elliott)‏ هو سياسي نيوزلندي، ولد في 5 نوفمبر 1938. انتخب عضو مجلس النواب النيوزيلندي.